# Rockit (site web)
Pour les articles homonymes, voir Rockit.
Rockit.it est un webzine et une communauté virtuelle axés sur la musique italienne, fondés en mai 1997. Depuis 2019, le directeur éditorial est le journaliste Dario Falcini,.
Rockit est également un journal en ligne dont le rédacteur en chef est Stefano Bottura, auteur et professeur de direction artistique des événements à l'Istituto Moda e Design de Milan.

## Histoire
Rockit est fondé le 23 mai 1997 par Daniele Baroncelli et Giulio Pons. Il s'agit de l'un des premiers sites web italiens consacrés à la musique. Il est né comme un webzine et une communauté où les musiciens, lecteurs et initiés pouvaient s'inscrire pour se connaître, échanger des opinions et promouvoir leur musique. Deux ans plus tard, il institue un prix pour renforcer la communauté en ligne de la musique italienne et récompenser les « meilleurs sites de musique de groupe » lors du Meeting delle Etichette Indipendenti à Faenza.
En 2005, le magazine crée le MI AMI Festival, un événement musical milanais en plusieurs étapes auquel participent des artistes de la scène musicale indépendante, notamment Tre Allegri Ragazzi Morti et Offlaga Disco Pax. Dès 2008, et pendant les quatre années suivantes, il organise l'événement de grande envergure Maledetta Primavera, qui se déroule simultanément dans divers lieux et emplacements dans toute l'Italie, avec, entre autres, Marlene Kuntz, Linea 77 et Zen Circus,.
En 2012, pour célébrer les 20 ans de la sortie du célèbre album de 883, Hanno ucciso l'uomo ragno, le site publie la compilation Con due deca où 20 artistes de la scène indépendante italienne interprètent des reprises de 883,, des artistes tels que I Cani, Ghemon, Colapesce, Dimartino et Dargen D'Amico participent à ce projet. Sept ans plus tard, il produit une reprise de la chanson Stavo Pensando a te de Fabri Fibra, utilisée plus tard dans la série Netflix Fidelity.
En 2022, pour célébrer le 25e anniversaire du magazine, Rockit produit avec Lifegate un podcast, appelé Venticinque, pour raconter avec les voix des protagonistes le dernier quart de siècle de la musique italienne, en racontant comment la scène, le contexte et le plaisir de la musique en Italie ont changé, des caves aux sommets des charts. Parmi les artistes impliqués, on trouve Coma Cose, Massimo Pericolo, Verdena et Carmen Consoli.